# Philippe Guédon
Pour les articles homonymes, voir Guédon.
 (septembre 2022).
Si vous disposez d'ouvrages ou d'articles de référence ou si vous connaissez des sites web de qualité traitant du thème abordé ici, merci de compléter l'article en donnant les références utiles à sa vérifiabilité et en les liant à la section « Notes et références ».
Philippe Guédon, né le 12 octobre 1933 à Asnières, est un ingénieur et une personnalité française du monde de l'automobile. Ayant fait pratiquement toute sa carrière chez Matra, il est le concepteur de plusieurs voitures originales dont la Renault Espace, le premier monospace.

## Biographie
Il est diplômé de l'École nationale supérieure d'Arts & Métiers d'Angers.
Il commence par travailler pour Simca qu'il quitte dix ans plus tard après avoir collaboré à l'étude de la 1100, l'une des grandes réussites commerciales du 4e constructeur français. Plus tard, il s'inspirera largement de cette étude pour créer la Rancho.
Après une rencontre avec Jean-Luc Lagardère, il devient l'un des responsables de la division automobile, tout juste créée, de Matra et réalise son rêve : créer des voitures. D'abord seul, puis en association avec de grands constructeurs, Matra, sous la houlette de Philippe Guédon, lancera successivement la 530, la Bagheera, la Rancho, puis la Murena. Mais le nom de Philippe Guédon restera surtout inscrit dans l'histoire de l'automobile comme étant l'inventeur de l'Espace, créant un nouveau segment automobile et un néologisme : le monospace.
Philippe Guédon est un novateur en matière d'architecture automobile. Il définira la création d'une voiture comme « une œuvre qui vous rapproche du sentiment de plénitude et d'accomplissement qu'a une femme lorsqu'elle donne la vie ».
Devenu PDG de Matra Automobile, il est nommé en mai 2002 à la présidence du conseil de surveillance de Matra au sein du Groupe Lagardère. Mais ce poste honorifique marquait la volonté de Lagardère de se séparer de sa branche automobile qui ne faisait plus partie de la stratégie du groupe. Renault avait alors repris la construction et la conception de la 4ème génération de l'Espace, jusque-là fabriqué dans l'usine Matra de Romorantin. De plus, le révolutionnaire coupé monospace Avantime, conçu et construit par Matra pour Renault, n'avait pas trouvé son public au début des années 2000. Après le rachat de Solex, la dernière voiture conçue par Philippe Guédon au sein de Matra Automobile sera la petite voiture M72 (l'Auto-Moto), revenant ainsi au concept initial de la "voiture des copains" lancé par Lagardère à la création de Matra.
Homme à la culture étendue, avec un attrait pour l'architecture (son modèle étant Le Corbusier), la littérature, le théâtre, le cinéma et l'histoire de l'automobile, Philippe Guédon est considéré comme un "libre-penseur automobile", se démarquant dans le monde des décideurs automobiles. Il aura également su fédérer une équipe soudée de collaborateurs passionnés comme Jean-Louis Caussin, Enzo Garavelloni et Roger Charbonnel dans son aventure automobile. Avec son équipe, il aura développé un Bureau d'Études, véritable "boîte à idées", dont la plupart des projets sont aujourd'hui dévoilés au Musée "Espace Automobiles Matra" à Romorantin.
Désormais patron de sa petite cellule "Espace Développement", il collabore avec plusieurs constructeurs mais il s'est surtout illustré par sa collaboration avec le groupe Bolloré pour la conception et l'industrialisation de la Blue Car, voiture de ville entièrement électrique qui deviendra l'Autolib', un service 100% électrique d'autopartage automobile sur Paris. Au Salon de Genève 2008, il dévoilait son projet X80 : une citadine à motorisation hybride disposant de 3 places, prototype resté sans suite.
Si le personnage reste inconnu du grand public, tout le monde a côtoyé, touché ou même acheté l'une de ses œuvres. Chacune est d'une ingéniosité remarquable : Philippe Guédon n'est pas seulement le père de l'Espace mais le père de toutes les Matra de tourisme.